# Flow Science
Flow Science, Inc. — американська компанія, яка є розробником програмного забезпечення для обчислювальної гідродинаміки, також відомої як CFD механіки рідини, яка використовує чисельні методи і алгоритми для вирішення і аналізу проблем, які включають потоки рідини.
Компанія розташована в Санта-Фе, Нью-Мексико. В червні 2011 відкрито офіс в Японії and an office in Germany in 2012..

## Історія
Фірму заснував Доктор C. W. «Tony» Hirt(англ.), учений в LANL. Він був відомий за відкриття методу об'єму рідини(VOF) для дослідження і розташування безкоштовного зовнішнього або рідкого для рідини інтерфейсу. T. Hirt залишив LANL і заснував Flow Science в 1980, щоб розвивати програмне забезпечення CFD для індустріальних і наукових застосувань, користуючись методом VOF .

## Продути
Продукція компанії включає FLOW-3D, програмне забезпечення CFD, що аналізує різні фізичні процеси потоку; FLOW-3D/MP, висока продуктивність CFD, що обчислює добуток; FLOW-3D Cast, програмний продукт для кидка користувачів; і FLOW-3D ThermoSET, термореактивні CFD, що моделює програмне забезпечення для продукції, користуючись термореактивністю. FLOW-3D програмне забезпечення користується дрібним підходом об'ємів областей, також відомим як FAVOR для визначення проблемної геометрії, і вільної оцінки техніки для генерації сітки.
Desktop Engineering Magazine, в огляді FLOW-3D версії 10.0, сказав:
 ''Основні удосконалення включають в себе структуру взаємодія рідини (FSI) і модель еволюції теплового стресу (TSE), які використовують комбінацію відповідно кінцево-елементні і структурні кінцеві різниці зачеплення.  Ви можете використовувати їх, щоб моделювати і аналізувати деформації твердих компонентів, а також затверділих областей рідини і в результаті напружень у відповідь на сили тиску і теплових градієнтів''.

## Додатки
Блакитна Гідравліка Пагорба користувалася FLOW-3D програмним забезпеченням, щоб оновити дизайн сходів риби на острові Маунт-Дезерт, це допомагає рибі мігрувати в прісній воді нерестовищ.
Корпорація Технології AECOM вивчала надзвичайні надлишки від Powell Резервуару Butte і демонструвала, що існуюча структура розсіювання енергії не здатна до обробки 170 мільйонів галонів (640,000 m3) США за день, максимум чекає переповнення норми. FLOW-3D моделювання продемонструвало, що задачу може вирішити збільшення висоти крила стін точно взаємно-однозначною стопою.
Дослідники від CAST Cooperative Research Centre і M. Murray Associates  розвивають потік, і теплові контрольні методи для високого тиску лиття, кидання загострити-оточених стіною алюмінієвих компонентів з товщиною менш ніж 1 мм. FLOW-3D моделювання передбачає комплексну структуру металевого потоку в гральній кістці і подальшому твердінні кидання.
Дослідники в DuPont користувалися FLOW-3D для оптимізації процесів нанесення покриттів для розчину з покриттям активної матриці світловипромінюючого органічного діода (AMOLED) технологією відображення.
Дослідники компанії Eastman Kodak швидко розробили технологію струменевого друку принтера за допомогою FLOW 3-D технології моделювання для прогнозування продуктивності друкуючих конструкцій.
Дослідницька група, яка складається з членів Auburn університету, Lamar університету і RJR інженерії, використовували метод TruVOF Flow як віртуальну лабораторію для оцінки продуктивності шосе, тротуару і дренажних бухт з різною геометрією.
Дослідники з Albany Chicago LLC і університет з штату Wisconsin — Milwaukee використовували FLOW-3D в поєднанні з одновимірним алгоритмом для аналізу повільного пострілу і швидко пострілу лиття під тиском процесів, з тим щоб зменшити число ітерацій, необхідних для досягнення бажаного процесу  параметри.